# 瀬戸川 (神戸市・明石市)
瀬戸川（せとがわ）は、兵庫県神戸市西区と明石市を流れる独立水系の河川である。

## 概要
河川管理上の水源は、神戸市西区岩岡町岩岡の岩岡町公園にかつてあった湧水とされるが現存せず、現在では公園整備に伴い天狗池を経て山田川疎水の岩岡支線が給水しており、人工河川（用水路）としては淡山疎水・東播用水水系に組み込まれてもいる。下流には明石藩の松平直周が1800年（寛政12年）に流れを堰き止め造成させた寛政池がある。また、寛政池下方の神戸市と明石市の境界でもう一系統の流路が分岐するが、こちらも印籠池を経て山田川疎水岩岡支線が流入している。

神戸市西区上新地には岩岡ポンプ場が設けられ揚水が第二神明道路の南に広がる岩岡町古郷の田を潤しており、明石市二見町西二見の右岸河川敷には瀬戸川緑地が整備され喜瀬川から取水された用水路流末となる鴻池・小池・湯ノ池・新池が集まる東二見池ノ上公園と隣接している。

## 清水川
明石市魚住町で瀬戸川に合流する瀬戸川水系唯一の支流である。上流域は古くは鰈川とも呼ばれた。神戸市西区岩岡町野中にある野中の清水（播磨十水）が水源と伝承されるが、河川管理上は合流点から約5キロ溯上した木屋池が水源となっている。但し、木屋池には小鳥喰池・大鳥喰池から神出浄水場を溯上して山田川疎水岩岡支線が流入している。

## 庄内用水

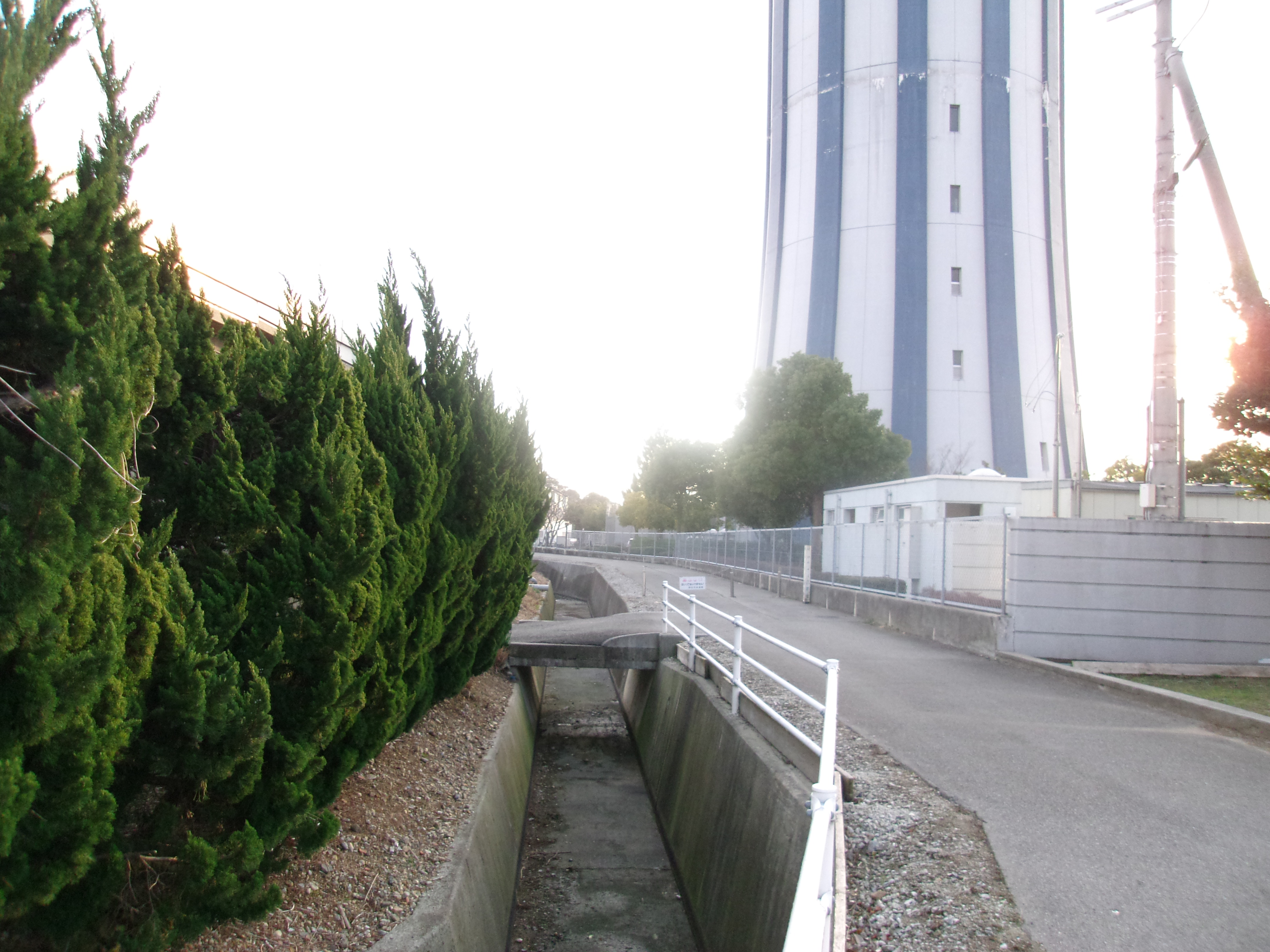
庄内用水（明石市魚住浄水場脇）

寛政池と同時に整備された用水路で、清水川との合流点より少し手前の明石市魚住町清水に取水口があり、庄内掘割とも呼ばれる。流域には山田下池・平池が設けられ、流末は魚住町中尾の尻池・新池・皿池となり、新池には中尾親水公園が整備されている。また、JR山陽本線の魚住駅南口付近で暗渠化され、鴨谷池を経て山陽新幹線が架橋する長谷池に至る分岐流もある。長谷池は山田川疎水岩岡支線末の大池・上池・皿池・新池と合流し、山陽電鉄本線下を暗渠で潜り赤根川へ至るものと、直接魚住漁港へ向かう二系統の排水路がある。

## 主要橋梁
- 八幡橋（兵庫県道718号明石高砂線）
- 大見橋（国道250号(明姫幹線)）
- 幣塚橋（国道2号）

## 関係施設位置
- 瀬戸川
  - 岩岡町公園北緯34度43分25.48秒 東経134度56分37.15秒
  - 寛政池北緯34度43分5.75秒 東経134度55分10.63秒
  - 印籠池北緯34度43分0.29秒 東経134度56分33.44秒
  - 岩岡ポンプ場北緯34度42分57.81秒 東経134度55分38.3秒
  - 瀬戸川緑地北緯34度42分24.63秒 東経134度53分43.26秒
- 清水川
  - 野中の清水北緯34度43分34.57秒 東経134度55分42.15秒
  - 木屋池北緯34度44分4.79秒 東経134度58分10.46秒
- 庄内用水
  - 庄内用水取水口北緯34度42分40.21秒 東経134度54分1.02秒
  - 中尾親水公園北緯34度41分36.91秒 東経134度54分14.51秒

### 補項
1. ↑  古今和歌集に「いにしえの 野中の清水 ぬるけれど もとの心を 知る人ぞ汲む」と詠まれており、1996年（平成8年）に公園整備された